# 臺北市政府衛生局舊址
25°03′00″N 121°31′14″E / 25.05000°N 121.52056°E
中山藏藝所位於臺北市中山區長安西路15號，為1921年代臺灣日治時期所蓋的兩層樓磚造建築。該建築採折衷主義，特色是外觀簡潔的現代建築，但木窗、橫帶裝飾仍夾雜古典意味，整體表現出1930年代的歐風氣息。另外在內部方面，該建物樑柱、樓梯等結構部分採用原木打造，讓迴廊與走道等內部裝潢呈現不俗的另外典雅風味。
二戰前，該建物為臺北州廳公設的職業介紹所，一者提供介紹工作的服務，一者則訓練失業者工作技藝以助重返職場。1930年，臺北市御成町公設質舖遷入。1945年，國民政府則將其作為臺北市公共衛生的執行場所，謂之臺北市衛生院；經過數度更名與升格後，1967年，該單位更名為臺北市政府衛生局。
1994年，因應臺北市政府從臺北市政府舊廈遷出，所留舊址，因極具保存價值，1998年5月4日臺北市政府公告為市定古蹟。
2000年，臺北市政府將其建物移交臺北市政府社會局，並計劃將該場所挪用社會救助使用。2002年，臺北市政府利用部分公益彩券提撥的法定福利基金修繕該舊址。
2003年8月，臺北市政府社會局於該建物成立臺灣第一所身心障礙福利會館「臺北市身心障礙福利會館」，對外開放，設有餐飲、咖啡廳，不但將其收入全數投入社會救助，也提供身心障礙人士就業機會。2012年10月1日，臺北市身心障礙福利會館為因應第二期新建工程而休館。2013年1月21日，臺北市身心障礙福利會館第二期新建工程開工動土，於該建物後方興建地上6層、地下2層的大樓。2014年12月18日，臺北市身心障礙福利會館第二期大樓（臺北市中山區長安西路5巷2號）落成。2017年1月26日，臺北市身心障礙福利會館第二期大樓正式更名為「臺北市政府身心障礙服務中心」。

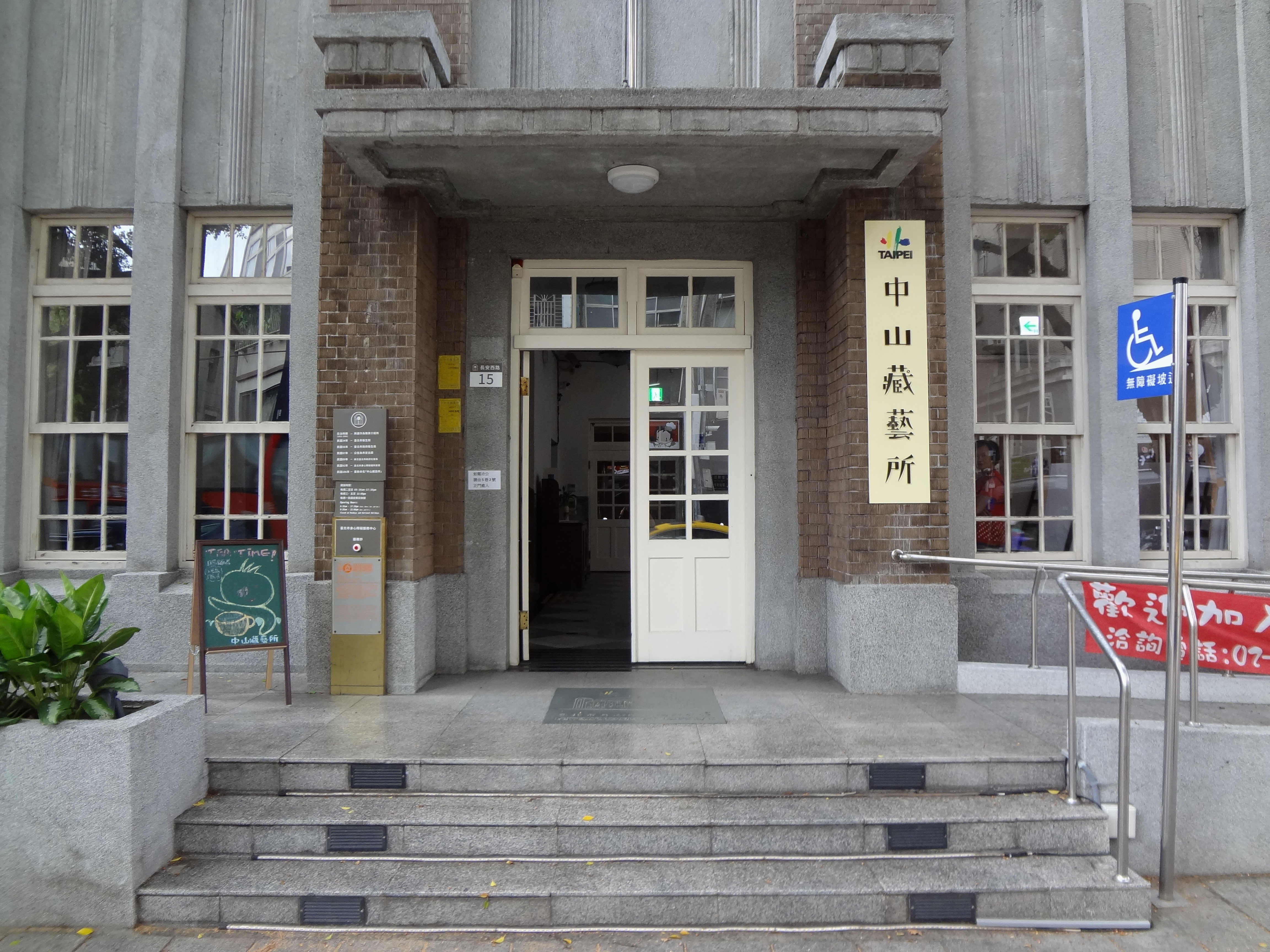
中山藏藝所

2017年4月29日，臺北市身心障礙福利會館更名為「中山藏藝所」重新開放，臺北市政府社會局委託喜憨兒基金會經營管理，作為一處公益平台，可供展覽、演講、工作坊或舉辦任何非營利活動。

## 外部連結
- 中山藏藝所的Facebook專頁